# Dluhonická spojka
Dluhonická spojka je označení pro úsek železniční tratě mezi Dluhonicemi a Prosenicemi, který spojuje stanice v těchto obcích samostatně vedenou dvojicí kolejí bez nutnosti zajíždět úvratí přes železniční stanici v Přerově. Původní jednokolejná trať byla postavena v roce 1924 především pro nákladní dopravu. V zastávce Roketnice byla postavena výhybna Dluhonice-Roketnice, od roku 1946 Dluhonice. V letech 1970–1975 byly postaveny a uvedeny do provozu dvě koleje.
Jedna kolej je vedena ze stanice Prosenice napravo podél trati z Bohumína do Přerova a před stanicí v Přerově se odklání severozápadně k městu Olomouc. Druhá kolej je ve směru od Prosenic vyvedena od přerovského zhlaví vlevo mírným stoupáním na nadjezd, kterým překonává další tři koleje a mimoúrovňovým křížením tak přechází na opačnou stranu kolejiště před stanicí Dluhonice.
Dluhonická spojka byla uvedena do provozu v listopadu 1924 a byla využívána především nákladními vlaky, v 50. letech 20. století byla elektrifikována a v roce 1971 byla zdvoukolejněna. V roce 2016 bylo Dluhonickou spojkou přepraveno 15 000 osob denně a 16 miliónů hrubých tun nákladu ročně.
Přesmyk u Prosenic umožňoval před zrušením levostranného provozu na trati z Bohumína do Břeclavi plynulý přechod na pravostranný provoz ve zbývající dvoukolejné železniční síti. Po změně na pravostranný provoz i na trati Bohumín – Břeclav (od 9. prosince 2012, v souvislosti se začátkem platnosti nového grafikonu vlakové dopravy) ztratil přesmyk smysl, a naopak způsobuje komplikaci na tomto dopravně velmi vytíženém úseku železniční sítě.
V rámci modernizace Dluhonické spojky byl v roce 2020 vyměněn most z roku 1973 o hmotnosti 268 t za nový o hmotnosti 264 t, po kterém budou moci jet vlaky rychlostí až 130 km/h.